# إدفارد هوم
إدفارد هوم (بالبوكمول: Edvard Hoem) هو مترجم وكاتب وكاتب مسرحي وشاعر نرويجي، ولد في 10 مارس 1949 في Fræna Municipality ‏ في النرويج.

## وصلات خارجية
- إدفارد هوم على موقع IMDb (الإنجليزية)
- إدفارد هوم على موقع ميوزك برينز (الإنجليزية)
- إدفارد هوم على موقع ديسكوغز (الإنجليزية)